# تروي براون (لاعب كرة قدم أمريكية)
تروي براون (بالإنجليزية: Troy Brown) هو لاعب كرة قدم أمريكية أمريكي، ولد في 2 يوليو 1971 في بارنويل في الولايات المتحدة.

## وصلات خارجية
- تروي براون على موقع مرجع كرة القدم المحترفة.كوم (الإنجليزية)